# Odontomachus spinifer
Odontomachus spinifer är en myrart som beskrevs av De Andrade 1994. Odontomachus spinifer ingår i släktet Odontomachus och familjen myror. Inga underarter finns listade i Catalogue of Life.